# 溱溪郡
溱溪郡，中国唐朝时设置的郡。
唐玄宗天宝元年（742年），改溱州置溱溪郡。治所在荣懿县（今贵州省遵义市桐梓县松坎镇）。下辖荣懿县、扶欢县（今重庆市綦江区羊蹬镇）。唐肃宗乾元元年（758年）复改为溱州。